# Pidhorodne
Pidhorodne (ukr. Підгородне) – osiedle na Ukrainie, w obwodzie donieckim, w rejonie bachmuckim, w hromadzie Sołedar. W 2001 liczyło 163 mieszkańców, wśród których 115 wskazało jako ojczysty język ukraiński, a 48 rosyjski.